# اتزیو سلا
اتزیو سلا (انگلیسی: Ezio Sella؛ زادهٔ ۱۱ آوریل ۱۹۵۶) بازیکن فوتبال اهل ایتالیا است.
از باشگاه‌هایی که در آن بازی کرده‌است می‌توان به باشگاه فوتبال هلاس ورونا، باشگاه فوتبال فیورنتینا، باشگاه فوتبال لودیجیانی کالچو، باشگاه فوتبال آنکونا، باشگاه فوتبال آ.اس. رم، باشگاه فوتبال بولونیا، باشگاه فوتبال برشا، باشگاه فوتبال سمپدوریا، و باشگاه فوتبال اتلتیکو آرتزو اشاره کرد.